# Efstadalsfjall
Efstadalsfjall är ett berg i republiken Island. Det ligger i regionen Suðurland, 60 km öster om huvudstaden Reykjavík. Toppen på Efstadalsfjall är 626 meter över havet.
Trakten runt Efstadalsfjall är nära nog obefolkad, med mindre än två invånare per kvadratkilometer. Närmaste större samhälle är Flúðir, omkring 19 kilometer sydost om Efstadalsfjall. Trakten runt Efstadalsfjall består i huvudsak av gräsmarker.